# Talla (Ndu)
Pour les articles homonymes, voir Talla (homonymie).
Talla (ou Tala) est un village du Cameroun situé dans la commune de Ndu. Il est rattaché au département du Donga-Mantung, dans la région du Nord-Ouest. C'est aussi le siège d'une chefferie traditionnelle de 2e degré.

## Géographie
Talla est situé au centre de la commune de Ndu, à 5 kilomètres au nord du village de Ndu entre les villages de Jirt, Mbiyeh et Mbah.

## Climat
Le climat, de type soudano-guinéen, est marqué par deux saisons et une pluviométrie unimodale. Durant la saison sèche, de novembre a mi-mars, les précipitations sont moindres ; en particulier pendant les mois de janvier et février où les précipitations atteignent des valeurs proches de zéro. Pendant la saison des pluies, les précipitations dépassent parfois 400 mm par mois, en particulier en juillet, août et septembre. Chaque année, les précipitations vont de 1 300 à 3 000 mm, avec une moyenne de 2 000 mm.

## Population
En 1970, le village comptait 1 670 habitants.
Le Bureau central des recensements et des études de population (BCREP) a réalisé un recensement en 2005 qui évaluait à 3 813 le nombre d'habitants; ce chiffre inclut 1 740 hommes et 2 073 femmes.
Les habitants de Talla font partie de la chefferie Tang. En arrivant de Kimi, le peuple Tang (ou Witang) s'est installé à Mbajeng où deux groupes ont émergé, les « Nkum » et les « Nyar ». Les Nkums ont quitté Mbajeng pour s'installer à Talla. À la suite de conflits de chefferie, ils se sont séparés et se sont dispersés à Taku, Ntundip et Ngarum ; ainsi qu'à Kup, Tabenken, Binka et Bih dans la région de Nkambe. Le groupe de Nyar s'est ensuite dispersé de Mbajeng à Wowo, Sinna et Mbipgo.

## Zone protégée
Le village de Talla a une zone protégée, la forêt communautaire de Mbibi.

## Économie
Plus de 90 % des villageois de la commune de Ndu vivent de l’agriculture. La diversité des sols de la région permet de cultiver une grande variété de produits. Ainsi on peut trouver de la culture d’huile de palme et de riz en basse altitude et des plantations de pomme de terre irlandaise en haute altitude. Les autres cultures fréquentes incluent le thé, l’huile de palme, les plantations de café, de riz, de maïs, de haricots, de pommes de terre, d'ignames ainsi que de bananes plantains. Divers systèmes de production agricole sont employés, parmi lesquels la jachère, la culture mixte, la monoculture, la culture continue et l'agriculture commerciale.
L’élevage est une activité structurante de la commune. Les bovins, chevaux, chèvres, moutons et volailles y sont nombreux.

## Système éducatif
Le village de Talla comprend plusieurs écoles primaires parmi lesquelles : la CBC Mbiyeh, la GS Kuma Talla, la GS Shuashua, la GS Talla. Il y a aussi un établissement d’enseignement secondaire, la GSS Talla.

## Accès à l’électricité
Talla est un des six villages à être alimenté en électricité. Le transformateur est situé à Mbiyeh.

## Santé et hôpitaux
Talla comprend un centre de soins, le poste de santé de Kuma Talla.

## Réseau routier
Talla est relié à Mbiyeh et Tenteng par une route rurale.